# Wantsum Channel
Wantsum Channel – nieistniejący już kanał w Kencie w Anglii, dawniej oddzielający Isle of Thanet od reszty lądu. 
Do średniowiecza region Isle of Thanet był wyspą (stąd jego nazwa) odciętą od reszty lądu kanałem o szerokości 3 furlongów (ok. 600 m). Do kanału wpadała rzeka Stour, co upamiętnia nazwa miejscowości Stourmouth w pobliżu Preston. Południowy koniec kanału spotykał się z morzem przy Richborough (łac. Rutupiæ), koło Sandwich, a północny przy Reculver, (łac. Regulbium). W obu miejscach Rzymianie pobudowali forty obronne. Kanał był często używany przez kupców podróżujących między Londynem i kontynentem.